# Romagnano Sesia
Romagnano Sesia es una comune italiana situada en la provincia de Novara, en Piamonte. Tiene una población estimada, a fines de diciembre de 2021, de 3670 habitantes.

## Historia
Feudo del Principado de Masserano, en 1588 pasó a la familia Serbelloni, siendo anexionada por Carlos Manuel III de Cerdeña en 1735.

## Evolución demográfica
| Gráfica de evolución demográfica de Romagnano Sesia entre 1861 y 2021 |
|                                                                       |
| Fuente: ISTAT - Elaboración gráfica de Wikipedia                      |